# Kanton Le Faouët
Der Kanton Le Faouët war bis 2015 ein französischer Kanton im Arrondissement Pontivy, im Département Morbihan und in der Region Bretagne; sein Hauptort war Le Faouët.

## Gemeinden
Der Kanton Le Faouët umfasste sechs Gemeinden:
| Gemeinde   | Bretonisch | Einwohner (2022) | Fläche in km² | Code postal | Code Insee |
| ---------- | ---------- | ---------------- | ------------- | ----------- | ---------- |
| Berné      | Berne      | 1.558            | 34.77         | 56240       | 56014      |
| Guiscriff  | Gwiskri    | 2.053            | 85.46         | 56560       | 56081      |
| Lanvénégen | Lannejenn  | 1.133            | 29.42         | 56320       | 56105      |
| Le Faouët  | Ar Faoued  | 2.816            | 34.03         | 56320       | 56057      |
| Meslan     | Mêlann     | 1.475            | 37.13         | 56320       | 56131      |
| Priziac    | Prizieg    | 1.024            | 44.63         | 56320       | 56182      |
| Kanton     | Ar Faoued  | 10.342           | 265.44        | -           | 5607       |

## Bevölkerungsentwicklung
| 1962   | 1968   | 1975   | 1982   | 1990   | 1999  | 2006  | 2012   |
| ------ | ------ | ------ | ------ | ------ | ----- | ----- | ------ |
| 13.906 | 12.826 | 11.893 | 11.408 | 10.495 | 9.875 | 9.971 | 10.342 |